# Лукомльский замок
Лукомский замок — бывший замок, который существовал в XIV—XVI вв. Располагался возле правого берега р. Лукомка, сейчас с. Лукомль Чашникского района Витебской области. Согласно «Списку русских городов дальних и ближних», в XIV в. Лукомль считался городом с мощным и хорошо укрепленным замком.
В 1386 году объединенные войска прусских и ливонских рыцарей осадили замок. Гарнизон мужественно и долго защищался, много крестоносцев погибло под стенами Лукомля, однако в ходе длительной осады и штурма замок был взят.
Во время Ливонской войны 1588-1583 гг. в 1563 году город и замок захватили и уничтожили войска Ивана IV Грозного. Замок больше не восстанавливался. Остатки больших валов осматривал в 1573 году историк М. Стрыйковский, который отметил, что на этом месте некогда был большой замок. С XVII века документы упоминают только деревню Лукомль.